# Tour de Flandes 1998
El Tour de Flandes 1998 fue la 82.ª edición de esta clásica ciclista belga. Se disputó el 5 de abril de 1998. El belga Johan Museeuw consiguió el tercer triunfo en esta clásica flamenca.

## Clasificación General
| Posición | Ciclista           | Equipo                | Tiempo     |
| -------- | ------------------ | --------------------- | ---------- |
| 1        | Johan Museeuw      | Mapei-Bricobi         | 6h 50' 02" |
| 2        | Stefano Zanini     | Mapei-Bricobi         | + 43"      |
| 3        | Andrei Tchmil      | Lotto-Mobistar        | m. t.      |
| 4        | Emmanuel Magnien   | La Française des Jeux | m. t.      |
| 5        | Peter Van Petegem  | TVM-Farm Frites       | m. t.      |
| 6        | Michele Bartoli    | Asics-CGA             | m. t.      |
| 7        | Viatcheslav Ekimov | US Postal             | m. t.      |
| 8        | Franco Ballerini   | Mapei-Bricobi         | m. t.      |
| 9        | Gianluca Bortolami | Festina-Lotus         | + 50"      |
| 10       | Wilfried Peeters   | Mapei-Bricobi         | m. t.      |